# Inno del popolo sami
L'inno del popolo sami, chiamato Sámi soga lávlla, è un poema scritto in sami settentrionale da Isak Saba, e dal 1986 inno dei sami. Il testo originale è stato pubblicato per la prima volta sulla rivista Saǥai Muittalægje il 1º aprile 1906.  La versione in sami di Inari, intitolata Säämi suuvâ lavluu, è stata tradotta da Matti Morottaja.

## Testo
Di seguito viene riportato il testo dell'inno in alcune lingue sami.
| Testo originale in Lingua sami settentrionale Guhkkin davvin Dávggáid vuolde sabmá suolggai Sámieatnan. Duottar leabbá duoddar duohkin, jávri seabbá jávrri lahka. čohkat čilggin, čorut čearuin allanaddet almmi vuostái. Šávvet jogat, šuvvet vuovddit, cáhket ceakko stállenjárggat máraideaddji mearaide. Dálvit dáppe buolašbiekkat, muohtaborggat meariheamit. Sámisohka sieluin mielain eahccá datte eatnamiiddis: Mátkálažžii mánuheabit, giđđudeaddji guovssahasat, - ruoškkas, ruovggas rođuin gullo, juhca jávrriin, jalgadasain, geresskálla máđiid miel. Ja go geassebeaivváš gollut mehciid, mearaid, mearragáttiid, golli siste guollebivdit suilot mearain, suilot jávrriin. Gollin čuvget čáhcelottit, silban šovvot sámieanut, šelgot čuoimmit, šleđgot áirrut, luitet olbmát lávllodemiin geavgŋáid, guoikkaid, goatniliid. Sámieatnan sohkagoddi – dat lea gierdan doddjokeahttá goddi čuđiid, garrogávppiid, viehkes vearrevearroválddiid. Dearvva dutnje, sitkes sohka! Dearvva dutnje, ráfi ruohtas! Eai leat doarut dorrojuvvon, eai leat vieljain varat vardán sámi siivo soga sis. Máttarádját mis leat dovle vuoitán vearredahkkiid badjel. Vuostálastot, vieljat, miige sitkatvuođain soardiideamet! Beaivvi bártniid nana nálli! Eai du vuoitte vašálaččat, jos fal gáhttet gollegielat, muittát máttarmáttuid sáni: Sámieatnan sámiide! | Testo in Lingua sami di Inari Tääbbin tavveen Távgái vyelni mist lii stuorrâ Säämieennâm. Tuodâr liäbbáá tuoddâr tyehin, jävri šiärráá jäävri alda. Čoheh čielgijn, čoroh čuumâin alanedeh alme vuástá. Šäävvih juuvah, šuveh vyevdih, cäähih ciägu stälinjaargah meendu muávroo meerâ siis. Tälviv tääbbin puolâšpiegah, muotâpuurgah merettemeh. Säämi suuhâ siäloin mieláin iäccá kuittâg enâmijdis. Má háliist láá mánutteveh, ki ordeijee kuovsâkkâsah, ruoškâs, ruovgâš roo oin kulloo, juucâ jaavrijn, jolgâdâsâin, kerrisskaalâ maa ij mield. Já ko kesipiäiváš páštá meecijn, meerâin, merâriddoin, kole siste kuálásteijeeh suiloh meerâin, suiloh jaavrijn. Kollen čyevih čäcilodeh, silbân kolgeh Säämi juuvah, šiälguh čyeimih, šaleh ááiruh, lyeštih almaah lávlustâlân kiäv áid, kuoškâid, kuánilijd. Säämieennâm suhâkodde tot lii killám toijuuhánnáá koddee čuu ijd, karokaavpijd, viehis veriviäru väldeid. Tiervâ tunjin, si hes suuhâ! Tiervâ tunjin, ráávhu ruotâs! Tust láá suá ih so âhánnáá, viiljâin vorrâ vardehánnáá. Sijvo suuhâ sämmilâš! Madâräijiheh láá tovle vuáittâm verrušeijee vievâid. Vuástálistup viiljah mij-uv si hesvuo áin suárdálâsâid Peeivi parnij noonâ nääli, iä tuu vyeiti vajaliihkin, jis tun toolah kollekielâd, muštáh maddârijdâd sääni: Säämieennâm sämmiláid! | Testo in Lingua sami skolt Ku´ǩǩen tâ´vven Juu´se vue´lnn, Sää´m čiõkk, Sää´m jânnam. Tuõddâr kuâsttai tuõddâr tue´ǩǩen, jääu´r špelkka jääu´r veâlgga. Ceägg tuõddâr čokk laaǥǥ, pajjna´dde ââ´lm vuâstta. Šuâlee jooǥǥ, šuuvee väär, ceägg njaarǥ ru´vddrââ´dd cäkkâ´tte šuârm miâr vuâstta. Vaččai tääi´b lie tä´lvv fiõlli, piõgg da porgg lie meä´rte´mes. Sää´m sokk siõlin miõlin tõndiõtt väimstes rää´ǩǩast jânnmes. Joođjid, määtklaid mään čuâvad, tâ´vven pue´lle kuuskõõzz ââ´lmest. Ruåčkâs, ruõvggâs rååđain kollai, groom teâudd jääu´rid, jie´ğğid. Če´rres kuâlkkân tä´lvvǩeäi´n mie´ldd. Na ǥo ǩie´ss peeivaž kållad, mie´ccid, miârid, jäu´rr'reeddaid, kå´llǩimaldõõzzâst kue´llšii´lli so´ǩǩe miârin, so´ǩǩe jääu´rin. Ko´llen čue´vve čää´cclåådda, silbbân čue´vve Sää´mveerd, čuâlmma čuâlmain, leädggad ääirain, so´ǩǩe, lue´štte oumma lääu´lee´l kuõškid, ǩeâuŋsid, sâvvnid. Sää´mjânnam sokk'kå´dd tät lij ǩeârddam koddjireeisaid, ko´ddičuuđid, kårrkaau´pid, smuuđ veä´reld piiđva´lddjid. Tiõrv Tu´nne, si´tǩǩes sokk tiõrv, rää´ǩǩes rääuh maadd! Jeäla tuäraid tuärrvuättam, jeäla viilljeez võõr vuârdtama saa´mi sijvâs sooǥǥ se´st. Maaddârää´jj mee´st lie tuu´l vuäittam veä´reld tue´jjeei pâ´jjel. Vuâsttlâ´sttep viillj, mij še, sitkkâdvuõđin suä´rddeejeem! Sokk rää´ves Pei´vvpäärnai ij tuu vuei´t vâjjlažžad jõs veâl määttak kå´llǩiõlad, mooštak maaddâr maddji saa´nid: Sää´mjânnam saa´mi lij! |